# Enfermedades en el Antiguo Perú
Antes de la llegada de los españoles al actual territorio peruano, se registraron enfermedades en los diversos pueblos prehispánicos. Entre las enfermedades registradas entre los antiguos peruanos están la tuberculosis, la sífilis, la leishmaniasis y la verruga peruana.La evidencia de la existencia de enfermedades en el antiguo Perú se ha obtenido a través de los restos humanos y las piezas arqueológicas de culturas como la paracas, mochica, chimú, chancay y en el imperio inca.

## Enfermedades

### Tuberculosis
En una momia de la cultura paracas se encontró evidencia de la presencia de tuberculosis vertebral o mal de Pott, además de en restos cerámicos de la cultura moche.

### Sífilis
Los mochica llegaron a representar a personas infectadas con sífilis a través de su cerámica. En estas, se muestran personas desnudas con lesiones de sífilis secundaria. Por su parte, se hallaron cráneos, datados en la época incaica, con lesiones sifilíticas. En 1911, el médico George Eaton descubrió la tumba de una mamacona infectada de sífilis. La presencia de la sífilis fue, además, descrita por los cronistas españoles, quienes denominaron a esta enfermedad como "bubas". Entre los cronistas que registraron la enfermedad, y los métodos que se usaban como medicamentos, están el sacerdote Bernabé Cobo, José de Acosta, Pedro Cieza de León y Antonio de Herrera y Tordesillas.

### Epilepsia
El primer caso registrado de epilepsia en el antiguo Perú es el de Chimbo Mama Caua, esposa de Cápac Yupanqui. Según registró el cronista Guamán Poma de Ayala, "esta señora fue muy [a]pacible y humilde de corazón, después de haberse casado le dio mal de corazón que cada día dicen que le daba tres veces y gritaba y daba voces y arremetía a la gente y mordía y se rasgaba la cara y arrancaba sus cabellos; con esta enfermedad quedó muy fea y no podía gobernar la tierra". Ante ello, el gobernante inca le pidió al dios Inti otra mujer para casarse, que le fue concedido.

### Enfermedad de Carrión
Numerosas representaciones artísticas en arcilla (llamados huacos) de la fase crónica de la enfermedad han sido encontrados en yacimientos arqueológicos pertenecientes a zonas endémicas. Los cronistas hispanos y peruanos, entre ellos Pedro Pizarro y el Inca Garcilaso de la Vega, describieron una enfermedad caracterizada por verrugas en los primeros soldados castellanos que llegaron en la época de la conquista del Imperio Inca. Durante mucho tiempo, se pensó que la enfermedad era endémica solo en el Perú y que tenía solo una fase conocida como "verruga peruana".